# Wydział Humanistyczny Uniwersytetu Kazimierza Wielkiego
Wydział Humanistyczny Uniwersytetu Kazimierza Wielkiego – historyczny wydział Uniwersytetu Kazimierza Wielkiego. Jego siedziba znajduje się przy ul. Jagiellońskiej 11 w Bydgoszczy. 1 października 2019, zarządzeniem Rektora UKW, Wydział został zlikwidowany na skutek reorganizacji struktur uniwersyteckich.

## Struktura organizacyjna

### Instytut Filologii Polskiej i Kulturoznawstwa
Dyrektor: dr hab. Magdalena Czachorowska, prof. UKW
- Katedra Gramatyki i Semantyki
- Katedra Kultury Współczesnej
- Katedra Literatury Powszechnej i Komparatystyki
- Katedra Stylistyki i Pragmatyki Językowej
- Zakład Dydaktyki Literatury i Języka Polskiego
- Zakład Językoznawstwa Historycznego i Kulturowego
- Zakład Literatury Dawnej i Edytorstwa
- Zakład Polskiej Literatury Nowoczesnej i Ponowoczesnej (XIX–XXI wiek)
- Zakład Teorii Literatury i Wiedzy o Sztuce

### Instytut Historii i Stosunków Międzynarodowych
Dyrektor: dr hab. Marek Zieliński, prof. UKW
- Katedra Archeologii i Cywilizacji Starożytnych
- Katedra Historii Stosunków Międzynarodowych XIX i XX wieku
- Katedra Historii Średniowiecznej
- Katedra Nauk Pomocniczych Historii i Historii Historiografii
- Zakład Dydaktyki Historii i Edukacji Europejskiej
- Zakład Historii Najnowszej Polski
- Zakład Historii Najnowszej Powszechnej i Dziejów Migracji
- Zakład Historii Nowożytnej
- Zakład Historii Sztuki i Kultury

### Instytut Nauk Politycznych
Dyrektor: dr hab. Jan Waskan, prof. UKW
- Zakład Dziejów Polonii i Ruchów Migracyjnych
- Zakład Historii Myśli Politycznej i Ruchów Społecznych
- Zakład Polityki Zrównoważonego Rozwoju
- Zakład Socjologii Polityki i Gospodarki
- Zakład Stosunków Międzynarodowych
- Zakład Teorii Polityki
- Zakład Współczesnych Systemów Politycznych

### Instytut Neofilologii i Lingwistyki Stosowanej
Dyrektor: prof. dr hab. Jolanta Mędelska-Guz
- Katedra Badań nad Bałtycko–Słowiańskimi Kontaktami Językowymi
- Katedra Językoznawstwa Angielskiego
- Studium Praktycznej Nauki Języków Obcych
- Zakład Języka i Kultury Arabskiej
- Zakład Lingwistyki Stosowanej
- Zakład Literaturoznawstwa i Kulturoznawstwa Angielskiego
- Zakład Literatury i Kultury Rosyjskiej
- Zakład Onomastyki i Historii Języka Rosyjskiego

### Katedra Dziennikarstwa, Nowych Mediów i Komunikacji Społecznej
Kierownik: dr hab. Radosław Sajna
- Pracownia Humanistyki 2.0.
- Pracownia Praktyki Dziennikarskiej
- Zakład Komunikacji Językowej i Dyskursu Medialnego
- Zakład Komunikowania Politycznego i Badań nad Mediami

### Katedra Germanistyki
Kierownik: p.o. dr Elżbieta Nowikiewicz
- Zakład Komunikacji Językowej
- Zakład Kulturoznawstwa

### Zakład Teorii Języka i Mediów
Kierownik: dr hab. Grażyna Sawicka, prof. UKW

## Kierunki studiów
- bezpieczeństwo narodowe
- zarządzanie bezpieczeństwem narodowym
- dziennikarstwo i komunikacja społeczna
- stosunki międzynarodowe
- kulturoznawstwo
- ochrona dóbr kultury
- historia
- politologia
- filologia polska
- filologia angielska
- filologia germańska
- filologia rosyjska

## Władze Wydziału
W kadencji 2016–2019:
| Stanowisko                         | Imię i nazwisko                         |
| ---------------------------------- | --------------------------------------- |
| Dziekan                            | prof. dr hab. Małgorzata Święcicka      |
| Prodziekan ds. Nauki i Współpracy  | prof. dr hab. Jacek Maciejewski         |
| Prodziekan ds. Studenckich         | dr hab. Janusz Golinowski, prof. UKW    |
| Prodziekan ds. Jakości Kształcenia | dr hab. Agnieszka Gołębiowska-Suchorska |